# Гулам Мухаммад
Гулам Мухаммад (урду ملک غلام محمد; 20 квітня 1895 — 29 серпня 1956) — пакистанський державний діяч, 3-й генерал-губернатор Пакистану (1951—1955). Повне ім'я і титул Сер Малік Гулам Мухаммад.

## Життєпис

### Фінансова кар'єра
Походив з підклану Каказаї клану Мамунд пуштунського впливового племені таркані. Народився 1895 року в Лахорі. Після закінчення школи в Лахорі, поступив до Аліґархського мусульманського університету, де отримав ступінь бакалавра з бухгалтерського обліку. По завершенню навчання в березні 1920 року приєднався до Служби аудиту та бухгалтерського обліку.
У січні 1921 року він отримав призначення на посаду помічника аудитора на залізниці Ауд—Рохілкханд. Після її злиття в Східно-Індійську залізницю в 1925 році Мухаммад був ненадовго призначений державним виконавцем рахунків Бенгальської та Північно-Західної залізниці. Заслуживши репутацію вмілого та компетентного бухгалтера, він був призначений до Індійської залізничної ради. Потім перейшов на службу до гамідулли-хана, наваба Бгопалу.

### На державній службі
У березні 1934 повернувся на державну службу і був призначений заступником головного бухгалтера департаменту пошти і телеграфу. У травні він був призначений відповідальним заступником генерального директора. У липні 1936 року він був призначений відповідальним фінансовим службовцем у тому ж департаменті.
Після початку Другої світової війни Г.Мухаммада послідовно призначали на важливіші посади: головного контролера магазинів — у березні 1940 року, генерального контролера закупівель — у вересні 1940 року та додаткового секретаря Департаменту постачання — в березні 1941 року. 1941 року отримав Орден Індійської імперії. У травні 1942 року Мухаммад був призначений до адміністрації князівства Гайдарабад, де він служив радником нізама Асаф Джаха VII, який надав йому титул маліка.
1945 року став одним із засновників компанії «Mahindra & Mahindra Limited», яка невдовзі почала ліцензійне виробництво джипів «Willys» у Бомбеї. Водночас став налагоджувати політичні контакти з Ліакат Алі Ханом, одним з лідерів Мусульманської ліги. Після поділу Британської Індії залишив бізнес і виїхав до Пакистану, де 1946 року став міністром фінансів. Тому ж року отримав лицарську гідність.

### Політична кар'єра
Його економічна освіта допомогла країні за фінансової кризи. 1948 року представив проєкт першого 5-річного. плану Саме з ініціативи Г.Мухаммада Пакистан виступив організатором Міжнародної ісламської економічної конференції у Карачі у період з 26 листопада по 6 грудня 1949 року. Міністри фінансів усіх мусульманських країн взяли участь у конференції. У своєму виступі Гулам Мухаммад подав ідею створення економічного блоку ісламських держав. За цей час він пережив смертельний напад паралічу, який зробив його нездатним говорити або ефективно рухатися
Прем'єр-міністр Ліакат Алі Хан останніми днями свого правління вирішив зняти з посади Гулам Мухаммада через його проблеми зі здоров'ям. Але після вбивства прем'єр-міністра для Гулама Мухаммада з'явилися нові перспективи щодо кар'єрного зростання. Новим очільник уряду Ходжа Назімуддін сприяв призначенню Мухаммада генерал-губернатором Пакистану. Спочатку перебував в політичній тіні Назімуддіна, але згодом виявив жорсткі та авторитарні якості. Поступово вступив у боротьбу з прем'єр-міністром за домінування в політичному житті країни.
Він використав свої дискреційні повноваження відповідно до тимчасової конституції, яка передбачала, що прем'єр-міністр обіймає свою посаду під час схвалення генерал-губернатора. 17 квітня 1952 року, скориставшись кризою генерал-губернатор звільнив Ходжу Назімуддіна згідно з Актом про державний лад Індії 1935 року. що сталося вперше. При цьому таке відбулося через тиждень після затвердження парламентом урядового проєкту бюджету, чим було висловлено вотум довіри. Спроба Нізамуудіна оскаржити це у Верховному суді виявилася марною — бюрократична та військова еліта перейшла на бік Гулама Мухаммада. Останній сприяв призначенню на посаду прем'єр-міністра свого протеже Мухаммада Алі Богру.
Був натхненником програми «Єдине ціле», згідно з якою Пакистан мав являти єдину національну державу, в якій не буде окремих національностей, а лише пакистанці. У жовтні 1954 року, не бажаючи прийняття Установчими зборами Конституції Пакистану, яку запропонував Мухаммад Алі Богра (згідно неї утворювалася федеративна держава), Г.Мухаммад оголосив про розпуск зборів та впровадження надзвичайного стану. Саме цим було на тривалий час знищено ідею пакистанського парламентаризму, оскільки тепер фактично державою керував генерал-губернатор спільно з молодшими політичними партнерами — Іскандер мірзою і Мухаммадом Аюб Ханом, які очолили силовий блок в уряді Мухаммада Алі Богри. На початку 1955 року домігся обрання підконтрольних собі нових Установчих зборів. Подальшому політичному посиленню (фактично встановленню диктатури) завадила хвороба.
У зв'язку з проблемами зі здоров'ям Гулам Мухаммад вирушив у відпустку на два місяці. Цим скористалися міністр внутрішніх справ Іскандер Мірза у взаємодії з міністром оборони Мухаммадом Аюб Ханом, які змусили 1955 року Гулама Мухаммада піти у відставку. Новим генерал-губернатором став Іскандер Мірза.
Гулам Мухаммад помер 1956 року. Його було поховано на цвинтарі Фауджі в Карачі